# Nurhaci

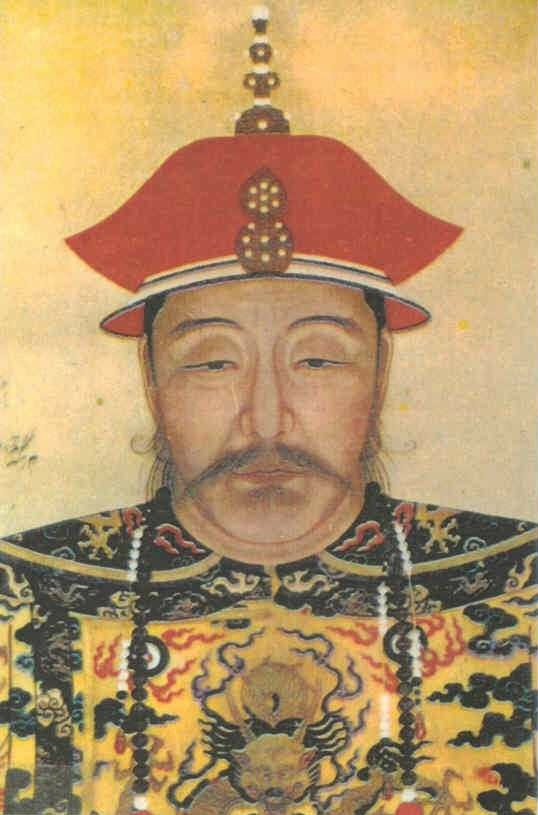
Nurhaci

Nurhaci (chinesisch 努爾哈赤 / 努尔哈赤, Pinyin Nǔ'ěrhāchì, W.-G. Nu-erh-ha-ch'ih; * 1559; † 30. September 1626) war ein Stammesfürst der Jurchen und Begründer der Qing-Dynastie. Unter seiner Herrschaft wurden die meisten Stämme der Jurchen zu einem seit 1635 (unter der Herrschaft seines achten Sohnes, Huang Taiji) offiziell Mandschu genannten Volk vereinigt, das 1644 die Ming-Dynastie stürzte und damit die Herrschaft über das Kaiserreich China übernahm.

## Leben
Um 1582/83 kämpften mehrere Anführer um die Macht über die Jurchen, wobei sich auch die Ming im Interesse ihres Grenzschutzes einmischten. Ein Jurche namens Nikan Wailan überfiel zusammen mit dem Ming-Befehlshaber Li Cheng-liang 1583 die Stadt Gure (Ku-le). Dabei wurde auch ein neutraler Stammeshäuptling namens Giocangga getötet, der zum Schutz seiner Enkelin in die Stadt geeilt war.
Giocangga (覺昌安 / 觉昌安,  Juéchāng’ān) war Chef der Ningguta-i Beile/Liu Wang in Hetu Ala (auch Hetuala) am oberen Suksuhu-Fluss gewesen, einer Untergruppe der Jianzhou-Jurchen. Da sein Sohn Taksi mit ihm gestorben war, kam die Reihe nun an dessen ältesten Sohn, Nurhaci. Der 25-Jährige überfiel nun Nikan Wailan und zwang ihn zur Flucht zu den Ming. Als diese seine Auslieferung höflich ablehnten, versammelte, ordnete und trainierte er Truppen und erzwang 1586 dessen Hinrichtung.
Nurhaci musste sich besonders mit den gleichfalls aufstrebenden Yehe-Jurchen auseinandersetzen, welche die Hulun-Konföderation dominierten. General Li Cheng-liangs († 1618) Politik versuchte im Interesse der Ming-Dynastie gleichfalls den Aufstieg der Yehe zu verhindern, was Nurhaci gelegen kam. Die Yehe und ihre acht Verbündeten griffen Nurhaci schließlich 1593 mit 30.000 Mann an, wurden aber besiegt.
Im Interesse einer Rückendeckung unterwarf sich Nurhaci Ming-China und brachte zwischen 1590 und 1615 acht Mal den Tribut persönlich nach Peking (mandschurisch Gemun Ketshen). Er bot den Ming auch seine Unterstützung gegen die Japaner Toyotomi Hideyoshis in Korea (1592–1598) an. Aus Sicherheitserwägungen lehnten die Chinesen diese Unterstützung jedoch ab. 
Nurhaci ordnete seine Armee in vier bzw. „Acht Banner“ (八旗制度), in denen mandschurische, mongolische und han-chinesische Soldaten integriert wurden. Der Erfolg des Fürsten stützte sich nicht nur auf seine militärische Organisation, sondern auch auf den Wohlstand der Jianzhou-Jurchen. Sie betrieben über normalen Ackerbau und Pferdezucht hinaus einen Handel mit Perlen, Pelzen und Bergwerksprodukten, dazu kam der Anbau und Verkauf von Ginseng.
In einem halben Dutzend Auseinandersetzungen vereinigte Nurhaci schließlich fast alle Jurchen zu einem Volk, das schon zu seiner Zeit in Mandschu umbenannt wurde. Offiziell erfolgte die Umbenennung aber erst 1635. 1616 gründete Nurhaci eine eigene Dynastie (Da Jin) (Große Goldene) und forderte gleichzeitig die Ming heraus.
Im Frühjahr 1619 schlug er am Berg Sarhu/Sa’erhu zwischen Mukden und Xingjing (興京 / 兴京,  Xìngjīng,  Hsingching, Stange Hingking = mandschurisch Yenden) vier gleichzeitig auf verschiedenen Straßen anrückende chinesische Armeen. Sie standen unter dem Befehl des Generals Yang Hao und umfassten 200.000 Soldaten, darunter 20.000 Koreaner und 20.000 Yehe-Jurchen. Eine andere Zahl spricht von 500.000 Mann. Yang Hao wurde danach gefangen gesetzt und durch Xiong Tingbi ersetzt. Im Herbst 1619 eroberte Nurhaci erste chinesische Städte, im Folgejahr 1620 waren es schon 70 kleine und große Städte in Liaoning.
Nurhacis Regierung stützte sich zunächst auf seinen Bruder Surhaci (1564–1611) und seinen Sohn Cuyen (1580–1615), die als Mitregenten fungierten. Beide wurden später hingerichtet. Bei Cuyen geschah dies auf Verlangen seiner Brüder Taisan, Manggultai, Hung Taiji und eines Cousins. Des Weiteren gab es fünf große Minister unterschiedlicher Herkunft. Ein han-chinesischer Intellektueller namens Fan Wencheng († 1666) diente Nurhaci nach 1618, er wurde schließlich Großsekretär bzw. Kanzler.
Mit der weiteren Ausdehnung des Mandschureiches in Liaoning gab es innere Probleme. Die Han-Chinesen wurden einfach versklavt und ins Stammland deportiert, so dass die Bewirtschaftung des Landes stockte. Auf Nurhacis Befehl hin wurden nun möglichst viele unzuverlässig erscheinende Han-Chinesen getötet, dafür aber die Deportation aufgehoben.
Im April 1625 wurde Mukden zur Hauptstadt gemacht. Dort starb Nurhaci am 30. September 1626 im neu erbauten Kaiserpalast an den Folgen eines Kanonenschusses in einer verlorenen Schlacht bei Ningyuan. Auf ihn folgte sein achter Sohn Abahai (Huang Taiji, * 1592; † 1643).